# Buzduganul cu trei peceți
Buzduganul cu trei peceți este un film istoric de aventuri românesc din 1977 regizat de Constantin Vaeni. Scenariul este scris de Eugen Mandric. Rolurile principale au fost interpretate de actorii Victor Rebengiuc, Toma Caragiu și Vasile Nițulescu. Filmul prezintă o versiune politizată a evenimentelor ce au dus în 1600 la unirea celor trei țări române. A fost realizat la 7 ani după filmul lui Sergiu Nicolaescu, Mihai Viteazul, care trata o temă asemănătoare. Titlul filmului face referire la buzduganul primit de Mihai Viteazul după unirea celor trei țări române și care avea trei peceți: vulturul valah, ghepardul transilvan și bourul Moldovei.

## Rezumat
La sfârșitul secolului al XVI-lea, după bătălia de la Călugăreni din 1595, domnitorul Țării Românești Mihai Viteazul visa la unirea celor trei țări românești (Țara Românească, Moldova și Transilvania) într-un singur stat. Mihai Viteazul își conduce trupele sale, cu un moral ridicat datorită ultimei victorii împotriva armatei otomane invadatoare, pentru a se alătura trupelor moldovene vecine și celor din Transilvania aflate dincolo de munți. Voievodul moldovean Răzvan și principele Sigismund din Transilvania, de asemenea, doresc să-și unească forțele cu domnitorului muntean, pentru a crea un front unit împotriva unui eventual avans otoman mai adânc în Europa creștină. Era pentru prima dată în epoca medievală când armatele celor trei principate române luptau unite sub un singur comandant.

## Distribuție
- Victor Rebengiuc — principele Mihai Viteazul, domnul Țării Românești
- Toma Caragiu — ieromonahul Pamfilie / Popa Traistă, sfetnicul de încredere al lui Mihai Viteazul
- Vasile Nițulescu — boierul Dragomir, unchiul Doamnei Stanca
- Ștefan Sileanu — Mihalcea, marele ban al Olteniei, boier credincios al lui Mihai Viteazul
- Olga Bucătaru — Doamna Stanca, soția lui Mihai Viteazul
- Loránd Lohinszky — cardinalul iezuit Malaspina, nunțiul papei Clement al VIII-lea în Ungaria
- Cornel Coman — boierul Stoichiță, comandantul străjii domnești
- Ovidiu Iuliu Moldovan — cadiul de Avlona, comandantul oștii turcești care a ocupat Târgoviștea
- Ferenc Fábián — căpitanul Moise Székely, nobil secui, comandantul unei oști de călăreți lefegii
- Constantin Fugașin — prințul Nicolae Pătrașcu, fiul lui Mihai Viteazul
- István Gyarmati — călugărul Macarie, ajutorul lui Pamfilie (menționat István Gyarmaty)
- Petre Gheorghiu-Dolj — boierul Teodosie Rudeanu, mare logofăt peste Țara Românească și Transilvania
- Ștefan Velniciuc — cardinalul Andrei Báthory, principele Transilvaniei, vărul lui Sigismund
- Ferenc Bencze — nobilul transilvan Ștefan Csáky⁠(hu)[traduceți], general maghiar, solul principelui Andrei Báthory
- Cornel Nicoară — boierul Radu Buzescu
- Ferenc Bács — generalul Basta (menționat Francisc Bács)
- Toma Dimitriu — boierul trădător Dumitru, unchiul banului Mihalcea
- Andrei Finți — Marcu Cercel, fiul domnului Petru Cercel
- Iurie Darie — Sigismund Báthory, principele Transilvaniei
- András Csorba — groful Gáspár Kornis⁠(hu)[traduceți], căpitan de oști al Principatului Transilvaniei
- Gabriel Oseciuc — Anghel, băiatul cel mic al boierului Dumitru, călăraș în steagurile lui Calomfirescu
- Nae Gh. Mazilu — Luca din Cipru, episcop al Buzăului, ulterior mitropolit al Ungrovlahiei
- George Motoi — baronul Ștefan Jósika, cancelarul Transilvaniei
- Remus Mărgineanu — Tamás Csomortányi, solul principelui Andrei Báthory
- Dan Nasta — Dionisie Rally Paleologul, mitropolitul de Tărnovo, consilierul bizantin al lui Mihai Viteazul
- Ernest Maftei — țăranul Oprea din Cordun, iobag al boierului Dragomir
- Papil Panduru — boier muntean
- Constantin Gabor
- Teofil Vîlcu — Ieremia Movilă, domnul Moldovei
- Aurel Grușevschi
- Cezara Dafinescu — Maria Cristina de Habsburg, soția principelui Sigismund Báthory
- Jean Săndulescu — călugărul iezuit maghiar Demeter Naprágyi, episcop catolic al Transilvaniei, viitor cancelar
- Vasile Cosma — boierul trădător Dan, rudă cu Doamna Stanca, vistiernic
- Boris Ciornei — boierul trădător Vintilă, rudă cu Doamna Stanca
- Zoltán Vadász — căpitanul Albert Király, nobil secui, comandantul unei oști de mercenari care a luptat alături de Mihai Viteazul
- Mihai Pălădescu — hatmanul polon Jan Zamoyski, mare cancelar
- Gheorghe Șimonca — Ștefan Lazăr, nobil transilvan, cancelarul Transilvaniei, succesorul lui Jósika
- Mircea Cosma — Ștefan Răzvan, domn al Moldovei
- Ovidiu Schumacher — Simion Movilă, fratele lui Ieremia, viitor domn al Moldovei
- Tamás Toth⁠(hu)[traduceți] — ambasadorul Poloniei la curtea principelui Andrei Báthory
- Victor Ștrengaru — Ali Pașa, comandant militar otoman, sfetnicul lui Mehmed Pașa
- George Calboreanu jr. — boierul tânăr Dumitru, fiul boierului Dumitru, mare logofăt
- Dan Săndulescu — căpitanul de oști moldovean Petrea
- Octav Enigărescu
- Paul Fister — un iobag care a devenit tâlhar de codru
- Adrian Ștefănescu — oștean din oastea lui Mihai Viteazul
- Nicolae Ivănescu
- Dan Dobre
- Elemér Kincses⁠(hu)[traduceți] — baronul maghiar Ungnad
- Dumitru Crăciun — căpitanul de oști Baba Novac
- Tudor Stavru
- Ionel Rusu
- Nicolae Dide
- Gheorghe Iosif
- Vasile Popa
- Ion Albu
- Ion Pall
- Gheorghe Stan
- Constantin Păun
- Dumitru Ghiuzelea
- Viorel Plevițiu
- Ion Popovici
- Szabolcs Cseh — căpitanul de oști Preda Buzescu (menționat Cseh Szábolcs)
- Mircea Bogdan — călugăr muntean (nemenționat)
- Anca Szönyi — Maria, fiica lui István Jósika (nemenționată)
- Aristide Teică — slujitor al principelui Andrei Báthory (nemenționat)

## Dublajul de voce
- Jean Lorin Florescu - călugărul iezuit maghiar Demeter Naprágyi

## Producție
Filmările au avut loc în perioada 21 iunie – 30 decembrie 1976. Au fost necesare mai multe aprobări pentru filmări la Castelul Huniazilor, Cetatea Făgărașului, Palatul Mogoșoaia, Catedrala Patriarhală, Mănăstirea Sucevița, Mănăstirea Putna, Biserica fortificată din Prejmer, Biserica Evanghelică din București și Catedrala Sfântul Iosif din București. Cheltuieli de producție s-au ridicat la 14.674.000 lei.
Filmul a fost creat de Casa de Filme 1, însă anumite scene s-au realizat și cu ajutorul Casei de Filme 3. Filmul este în special cunoscut pentru excesul pe propagandă pe care îl prezintă, în special datorită dorinței liderului de partid, Nicolae Ceaușescu, de a prezenta spectatorului românesc un domnitor diferit de cel prezentat în filmul Mihai Viteazul regizat de Sergiu Nicolaescu, mult prea reflexiv și interiorizat pentru a se plia pe necesitățile comunismului. În ciuda produsului final, consultanții istorici care au contribuit la realizarea scenariilor au fost Dinu C. Giurescu, Ion Ardeleanu și C. Stănescu. Filmările vor începe în 1975, suma inițială acordată pentru producție fiind de zece milioane de lei, însă cheltuielile ulterioare vor duce suma finală la 14 milioane de lei. În aceste cheltuieli vor intra și necesitatea solicitării ajutorului studiourilor din Cehoslovacia pentru costume, arme sau anumite decoruri de care Casa de Filme 1 nu dispunea la momentul respectiv. În afară de aceste solicitări, schimbările dese care au apărut în scenariu au dus la necesitatea unor noi sume de bani. Vizionat până în 2005 de peste 4 milioane de spectatori, filmul nu s-a ridicat sub nicio formă la nivelul primei versiuni ecranizate a vieții domnitorului din 1971, chiar dacă decorul abundă de scene religioase (destul de rar întâlnite în filmul comunist). Eșecul filmului se datorează, în special, versiunii mult mai profesioniste a lui Sergiu Nicolaescu, producția fiind întotdeauna comparată cu aceasta.
Într-adevăr, discursul domnitorului nu este cu mult diferit de cel al lui Nicolae Ceaușescu în fața poporului, fiind vorba despre un personaj care „vorbește ca și Ceaușescu în Congresele PCR”. Totodată, Buzduganul cu trei peceți este una din producțiile cinematografice care introduce propaganda neagră în filmul istoric românesc. Acest procedeu de educație populară apare în stenogramele partidului și în literatura de popularizare, Dumitru Fernoagă fiind „convins că aceste filme vor înfățișa, în imagini artistice de o factură superioară, lupta de veacuri a poporului român de neatârnare, pentru păstrarea ființei naționale, dârzenia, eroismul unor personalități strălucite ale istoriei noastre. Cred că aceste filme vor sta cu cinste alături de Dacii, Columna, Mihai Viteazul și Tudor, construind un mijloc de seamă pentru în educația patriotică a spectatorilor, mai ales a tineretului.”. Scopul final era cel al educației poporului, de aceea, în procesul realizării filmului, au existat numeroase conflicte referitoare la anumite scene ce trebuiau adăugate sau scoase. Astfel, scena intrării domnitorului în Alba-Iulia va fi revizuită, fiind adăugați mai mulți țărani pentru ca impactul scenei să fie mai puternic. Eugen Mandric recunoaște că o mică parte a scenariului inițial a fost respectată, acest lucru datorându-se vieții complicate pe care domnitorul a avut-o. În realitate, a fost mult mai complicat de împăcat adevărul istoric (consultanții istorici, scenaristul și regizorul fiind într-o continuă dispută referitoare la rezultatul final) cu ideologia comunistă care voia un domnitor ce înfățișa o luptă milenară pentru împlinirea statului românesc în forma în care doar comunismul reușise să o facă.

## Primire
Filmul a fost vizionat de 4.089.870 de spectatori la cinematografele din România, după cum atestă o situație a numărului de spectatori înregistrat de filmele românești de la data premierei și până la data de 31 decembrie 2014 alcătuită de Centrul Național al Cinematografiei.
Tudor Caranfil consideră că Buzduganul cu trei peceți este „un film de idei, de fapt colaj de discursuri, alcătuit de Eugen Mandric, și regizate fără respirație epică”. Filmul a câștigat Premiul ACIN pentru scenariu (Eugen Mandric) și pentru imagine (Iosif Demian), precum și Premiul in memoriam (Toma Caragiu). Romulus Rusan consideră că filmul seamănă mai mult cu o dezbatere contemporană decât cu o reconstituire.

### Nicolae Ceaușescu
Filmul a fost realizat după ce Nicolae Ceaușescu a cerut un film cu mai multă „conștiință de clasă”, care să pună mai puțin accentul pe acțiune și lupte și mai mult pe „gândirea” eroului, al cărui urmaș se credea. Se dorea un film portret al ideii de unire în creația politică a lui Mihai Viteazul.
Toate filmele românești erau văzute mai întâi de Nicolae Ceaușescu la Vila Lac, unde exista o sală de proiecție. Potrivit lui Ion Bucheru, filmul a fost proiectat pe la ora 19:00, urmând ca puțin înainte de 20:30 Nicolae Ceaușescu să întrerupă filmul și să vadă un meci de fotbal cu Steaua București din Cupa Campionilor Europeni. Când cel care se ocupa de proiecția filmului i-a spus că începe meciul, Ceaușescu i-ar fi răspuns: „Duceți-vă cu meciurile voastre cu tot, lasă filmul!” Nicolae Ceaușescu a apreciat foarte mult două filme istorice românești: Buzduganul cu trei peceți și Mircea care nu erau ecranizări sofisticate.
În 2011, Victor Rebengiuc afirma la rândul său că filmul a fost realizat la comanda autorităților comuniste.